# طاخونه
 طاخونه نام یکی از روستاهای استان فارس و شهرستان خنج می‌باشد. این روستا در ۱۰ کیلومتری خنج واقع شده و محصولاتش غلات و خرما است.